# Renault Type S
Der Renault Type S war ein frühes Personenkraftwagenmodell von Renault. Es wurde auch 14/20 CV genannt.

## Beschreibung
Dieses Modell war der Nachfolger der Renault Type N (a) und Type N (b). Es erschien im Oktober 1903 auf dem Markt. Die nationale Zulassungsbehörde erteilte am 15. Oktober 1903 ihre Zulassung. Nachfolger wurden die Renault Type U (b) und Type U (c).
Ein wassergekühlter Vierzylindermotor mit 90 bis 100 mm Bohrung und 100 bis 120 mm Hub leistete aus 2545 cm³ bis 3770 Hubraum 14 bis 20 PS. Die Motorleistung wurde über eine Kardanwelle an die Hinterachse geleitet. Die Höchstgeschwindigkeit war je nach Übersetzung mit 39 km/h bis 65 km/h angegeben.
Bei einem Radstand von 240 cm war das Fahrzeug 350 cm lang und 155 cm breit. Das Fahrgestell wog 800 kg, das Komplettfahrzeug 1170 kg. Zur Wahl standen Tonneau, Phaeton und Sonderaufbauten.